# Dana Evans
Dana Evans (Blue Island, 1º agosto 1998) è una cestista statunitense, professionista nella WNBA.

## Carriera
È stata selezionata dalle Dallas Wings al Draft WNBA 2021 con la 13ª scelta assoluta.

## Statistiche

### College
| Anno      | Squadra              | PG  | PT | MP   | TC%  | 3P%  | TL%  | RP  | AP  | PRP | SP  | PP   |
| --------- | -------------------- | --- | -- | ---- | ---- | ---- | ---- | --- | --- | --- | --- | ---- |
| 2017-2018 | Louisville Cardinals | 39  | 1  | 21,0 | 36,4 | 22,4 | 79,7 | 2,0 | 3,4 | 1,1 | 0,1 | 5,1  |
| 2018-2019 | Louisville Cardinals | 36  | 5  | 26,0 | 41,9 | 38,8 | 84,2 | 2,4 | 4,0 | 1,6 | 0,0 | 10,4 |
| 2019-2020 | Louisville Cardinals | 30  | 29 | 33,7 | 41,6 | 43,1 | 89,0 | 2,8 | 4,2 | 0,8 | 0,0 | 18,0 |
| 2020-2021 | Louisville Cardinals | 30  | 30 | 32,9 | 43,0 | 35,3 | 87,3 | 2,7 | 3,9 | 1,3 | 0,1 | 20,1 |
| Carriera  | Carriera             | 135 | 65 | 27,8 | 41,5 | 37,8 | 85,8 | 2,4 | 3,9 | 1,2 | 0,0 | 12,7 |

## Palmarès
- Campionato WNBA: 1

Chicago Sky: 2021
- WNBA All-Rookie First Team (2021)